# 詹奎
詹奎 （1478年—？年），字□，四川重慶府巴縣人，軍籍，明朝政治人物。

## 生平
四川鄉試第□名舉人。弘治十八年（1505年）中式乙丑科會試第三十九名，二甲第八十五名進士。

## 家族
曾祖詹信；祖父詹西□；父詹□祿，母楊氏。重庆下。